# Pterygophyllum quadrifarium
Pterygophyllum quadrifarium là một loài Rêu trong họ Hookeriaceae. Loài này được (Sm.) Brid. mô tả khoa học đầu tiên năm 1827.